# San Miguelito (Francisco Morazán)
San Miguelito is een gemeente (gemeentecode 0821) in het departement Francisco Morazán in Honduras.
Het dorp heette eerder Valle del Camarón (uit het Spaans: "Vallei van de garnaal"). Het maakte deel uit van de gemeente Alubarén tot het in 1864 een zelfstandige gemeente werd.
Het dorp ligt in een sterk geaccidenteerd terrein, bij de rivier Sapote.

## Bevolking
De bevolking is als volgt verdeeld:
| Vrouwen | 975 | 50,2% |
| Mannen  | 968 | 49,8% |

## Dorpen
De gemeente bestaat uit drie dorpen (aldea), waarvan het grootste qua inwoneraantal: El Hato (code 082102).